# Buhara nemzetközi repülőtér
A Buhara nemzetközi repülőtér (IATA: BHK, ICAO: UTSB) nemzetközi repülőtér Üzbegisztánban, Buhara közelében. Éves utasforgalma 290 000 fő (2019).

## Futópályák
A repülőtér futópályái:
- 01/19 (3000 m, aszfalt)

## Forgalom
Az utasforgalom az elmúlt években az alábbi módon változott:
| 2019 | 290 000 |

## Légitársaságok és úticélok
2023-ban a Buhara nemzetközi repülőtérről az alábbi járatok indulnak:
| Légitársaság       | Célállomások                                                                                |
| ------------------ | ------------------------------------------------------------------------------------------- |
| Aeroflot           | Moscow–Sheremetyevo                                                                         |
| Red Wings Airlines | Makhachkala, Moscow–Zhukovsky                                                               |
| Rossiya Airlines   | Sochi                                                                                       |
| Smartavia          | Saint Petersburg                                                                            |
| Turkish Airlines   | Istanbul                                                                                    |
| Ural Airlines      | Moszkva-Domogyedovó                                                                         |
| Utair              | Moscow–Vnukovo                                                                              |
| Uzbekistan Airways | Fergana, Istanbul, Krasnodar, Moscow–Vnukovo, Namangan, Saint Petersburg, Tashkent, Urgench |